# Eutreta hespera
Eutreta hespera es una especie de insecto del género Eutreta de la familia Tephritidae del orden Diptera.

## Historia
Banks la describió científicamente por primera vez en el año 1926.